# 2N7000-familien
2N7000-familien er flere enkelt-gate N-kanal enhancement-mode MOSFET, som er bredt anvendelige. De har ligesom de fleste enkelt-gate MOSFETs tre terminaler/ben. F.eks. er 2N7000-familiens mikrochip indpakket i hustypen TO-92 af plast. Det midterste ben på 2N7000 er gaten (terminalen hvor styrespændingen sendes over – i forhold til source-benet), der skal styre strømgennemgangen mellem de to ben (drain og source).
2N7000-familiens 2N7000-chip er den bredeste fællesnævner for 2N7000-familien, som vises i en tabel længere fremme. 2N7000-chippen findes også i en indpakning til overflademontering og kaldes så 2N7002 (har andre effekt- og Id strøm-grænser).

## Alternative transistorer kompatible med 2N7000
Elektrisk er 2N7000 (nordamerikansk JEDEC JESD370B-system), ifølge den engelske Wikipedia, kompatibel med BS170.
Det er yderst vigtig at tjekke erstatningstransistorenes benforbindelserne i databladet – de kan nemlig være byttet rundt.

## BS170 typenummerets eller produktkodens information
"BS170" typenummerets eller produktkodens (europæiske Pro Electron-system) første bogstav "B" indikerer at komponentens aktive halvlederområde er siliciumbaseret. Det andet bogstav "S" indikerer at komponenten er en laveffekttransistor (chip↔husoverflade varmemodstand > 15 °C/W) egnet til lavfrekvens og switching. "170" er blot et distinkt nummer.
Omtrent komplementær til 2N7000-familien er p-channel MOSFETtene TP0610L, TP0610T, VP0610L, VP0610T, BS250.

## Driftsgrænser
Nogle af MOSFET-transistorers vigtige grænser er den maksimale chip-temperatur og maksimal strøm gennem source og drain benene – og maksimal spænding over gate og source. Overskrides chip-temperaturgrænsen, vil transistorens parametre blive forringet. Bliver benenes strømgrænser overskredet i længere tid, kan tilledningstrådene smelte og måske tager chippen skade. 2N7000-chippen kan klare 150 °C. 
2N7000 har flere grænser som er afledt af den maksimale chip-temperatur – og evt. køleplade og varmeovergangsmodstanden mellem chip↔luft (Rja) – eller chip↔husoverflade (Rjc), husoverflade↔køleplade (Rcr) og køleplade↔luft (Rra). Ud af foregående kan max. afsat effekt som funktion af omgivelsestemperaturen beregnes:
Ptotmax(uden_køleplade) = (max-chip-temperatur – omgivelsestemperatur)/Rja
eller
Ptotmax(med_køleplade) = (max-chip-temperatur – omgivelsestemperatur)/(Rjc+Rcr+Rra)
2N7000 har en varmeovergangsmodstanden mellem chip↔luft på ca. 313 °C/W – og en chip↔husoverflade på ca. 83,3 °C/W.
Ptotmax(uden_køleplade, a=25 °C) = (150 °C – 25 °C)/(313 °C/W) ca.= 0,4W
Ptotmax(uden_køleplade, a=75 °C) = (150 °C – 75 °C)/(313 °C/W) ca.= 0,24W
2N7000 kan ifølge databladet klare op til 60 volt over drain og source, men højst ca. 200 milliampere gennem drain og source.

## Tabel over transistorer med 2N7000-familiens chip eller bedre
Hvad kan man så bruge tabellen til. Hvis man designer sit elektriske kredsløb efter mindste transistor fællesnævner (2N7000, med en strømgrænse på 115mA), så kan alle nedenstående anvendes.
| Be- nævn- else    | Hus- type | Hus- stem- pel. SMD kun eks. | Vds (V) max | Id (mA) max | Vgs (V) max | Tj (°C) max | Ptot @amb= 25 °C (mW) max | Rja (°C/W =K/W) max | gfs @Vds=10V @Id=0,2A (A/V) min..max (typ) | Rds(on) @Vds ca.=5V @Id=0,2A (ohm) typ (max) | Ciss (pF) typ (max) | Crss (pF) typ (max) | Coss (pF) typ (max) | Ton (nS) typ(max) | Toff (nS) typ(max) | Databladskilder |
| ----------------- | --------- | ---------------------------- | ----------- | ----------- | ----------- | ----------- | ------------------------- | ------------------- | ------------------------------------------ | -------------------------------------------- | ------------------- | ------------------- | ------------------- | ----------------- | ------------------ | --------------- |
| 2N7000            | TO-92     | 2N7000                       | 60          | 200         | 20          | 150         | 400                       | 313                 | 0,1(0,32)                                  | 4(7,5)                                       | 22(60)              | 2(5)                | 11(25)              | 7(10)             | 7(10)              | [ 2 ]           |
| VQ1000J 4 MOSFETs | DIL14     | VQ1000J                      | 60          | 225         | 20          | 150         | 1300                      | 96                  | 0,1                                        | 4(7,5)                                       | 22(60)              | 2(5)                | 11(25)              | 7(10)             | 7(10)              | [ 2 ]           |
| BS170             | TO-92     | BS170                        | 60          | 500         | 20          | 150         | 830                       | 156                 | 0,08                                       | 3,2(7,5)                                     | 22(50)              | 2(5)                | 11(25)              | 7(10)             | 7(10)              | [ 2 ]           |
| 2N7002            | SOT-23    | ?                            | 60          | 115         | 20          | 150         | 200                       | 625                 | 0,08(0,32)                                 | 1,7(7,5)                                     | 22(60)              | 2(5)                | 11(25)              | (20)              | (20)               | [ 2 ]           |
| MMBF170           | SOT-23    | ?                            | 60          | 500         | 20          | 150         | 300                       | 417                 | (0,32)                                     | 1,2(5)                                       | 24(40)              | 7(10)               | 17(30)              | (10)              | (10)               | [ 2 ]           |
| NDS7002A          | SOT-23    | ?                            | 60          | 280         | 20          | 150         | 300                       | 417                 | 0,08(0,32)                                 | 1,7(3)                                       | 22(60)              | 2(5)                | 11(25)              | (20)              | (20)               | [ 2 ]           |

## Alternative laveffekt MOSFET transistorer
Laveffekt MOSFET transistorer kan være lidt svære at finde og specielt som komplementære par. Nogen, som er værd at nævne, er følgende transistorer fra Fairchild Semiconductor som sammenlignet med 2N7000-familien, har lavere gate-kapaciteter, hurtigere, er logic-level (helt on ved 2,7Vgs), men kun 25Vdsmax, Vgsmax(n-ch)=+8V, Vgsmin(n-ch)=-0,5V og kun til overflademontage (SMD):
- Enkeltstyks i hus: FDV301 (n-channel) – og FDV302 (p-channel)
- 2 stk i hus: FDC6301N, FDG6301N (n-channel) – og FDC6302P, FDG6302P (p-channel)

Har man brug for højere Vds spændinger end 2N7000-familien, kan man se på BS107, BS107A og BS108, som er specificeret til 200V. BS109 er specificeret til 400V.